# Shojo Beat
Shojo Beat fue una revista de manga shōjo en lengua inglesa publicada en Estados Unidos entre 2005 y 2009 por VIZ Media. Apareció como revista hermana de Shonen Jump y contenía capítulos de seis series diferentes de manga, así como también artículos sobre cultura japonesa, manga, anime, moda y belleza. Tras su lanzamiento, sufrió rediseños que hicieron que fuese la primera antología en inglés que usaba tintas de color cian y magenta, tonalidad común en las antologías de manga japonés. Además, VIZ Media creó sellos relacionados con Shojo Beat para lanzar manga, novelas ligeras y series de anime con contenidos coordinados con los de la revista.
Dirigida a chicas de entre 16 y 18 años, el primer número de Shojo Beat tuvo una tirada de 20 000 ejemplares. En 2007, el promedio de ejemplares vendidos fue de unos 38 000 ejemplares, del que más de la mitad correspondía a suscripciones, en tanto que el resto se vendía en tiendas. Shojo Beat tuvo una buena acogida por parte de la crítica especializada, que elogió su mezcla de manga y artículos sobre la cultura japonesa, si bien algunos críticos encontraron los primeros números aburridos y mal redactados. En mayo de 2009, VIZ Media anunció la cancelación de la revista: el último número publicado fue el de julio de dicho año. La repentina noticia causó decepción entre los aficionados. Por su parte, expertos de la industria lamentaron la medida ya que la cancelación de Shojo Beat dejaría a las fanáticas del manga sin una revista exclusivamente para ellas, pero elogiaron la decisión de VIZ Media de continuar usando el sello y la marca «Shojo Beat» para sus lanzamientos de manga y anime shōjo.

## Historia
VIZ Media es una editorial estadounidense especializada en la comercialización de manga, anime y otros contenidos japoneses en Estados Unidos. Es propiedad de tres de los mayores creadores y licenciatarios de manga y anime japoneses, Shueisha Inc., Shogakukan Inc., y Shogakukan-Shueisha Productions, Co., Ltd. En febrero de 2005, VIZ Media anunció la publicación de una nueva antología de manga en inglés, Shojo Beat. Comercializada como una publicación «hermana» de Shonen Jump, la revista incluyó inicialmente material de seis series de manga: Crimson Hero, Kaze Hikaru, Baby and Me, God Child, Nana y Absolute Boyfriend. De los seis títulos, dos vinieron de cada una de las editoriales japonesas Shūeisha, Shōgakukan y Hakusensha. La portada del primer número tenía como motivo principal a Nana Komatsu, una de las protagonistas del manga Nana.
Desde el lanzamiento de Shojo Beat hasta su abandono de VIZ Media en noviembre de 2006, Yumi Hoashi fue la redactora jefe de la publicación. A su partida fue reemplazada por Marc Weidenbaum. Weidenbaum permaneció como editor de la revista hasta el 13 de febrero de 2009, cuando VIZ Media anunció que había abandonado la compañía, aunque la revista continuó presentándole como redactor jefe hasta el número de mayo de 2009.
 Los dos últimos números, de junio y julio de 2009 contaron con Hyoe Narita como redactor jefe.
La mascota de la revista, un panda llamado Moko, apareció por vez primera en el número de octubre de 2005, aunque se mantuvo sin nombre hasta el número de julio de 2006. Más tarde, se le dio una cuenta propia de MySpace operada por VIZ Media. En el número de julio de 2007, apareció una nueva mascota llamada Beat Girl. La dibujaron diferentes artistas y aparecía en cada número, en la sección «Carta del Director», como la «portavoz ilustrada» de la revista. La tercera mascota, una figura con forma de estrella llamada Hoshiko, apareció en el número de marzo de 2008 como un amigo de Moko.
A partir del número publicado el primer aniversario de la revista, en julio de 2006, Shojo Beat comenzó a usar tinta de colores cian y magenta en las páginas de manga en lugar de blanco y negro. Aunque así reflejaba el formato de las antologías del manga japonés, era la primera vez en las antologías de manga publicadas en Estados Unidos que utilizaban dicha tonalidad de tinta. En enero de 2007, Shojo Beat experimentó un nuevo cambio de diseño, el cual incluía esquemas de color y fuentes más brillantes, e introdujo una nueva columna llamada «Girl Hero», en la que presentaba a mujeres a las que VIZ Media consideraba altruistas y caritativas, y que además podrían motivar a las lectoras. Se ampliaron también las columnas existentes.
En mayo de 2009 se dejaron de aceptar nuevas suscripciones para la revista. El de julio fue su último número. Las suscripciones existentes de Shojo Beat fueron transformadas en suscripciones a Shonen Jump. El primer número de Shonen Jump enviada a los antiguos suscriptores de Shojo Beat incluyó una carta en la que les informaba de la transferencia. También les indicaba que, si no estaban de acuerdo con proseguir la suscripción a Shonen Jump, podría solicitar el reembolso de la parte de la suscripción no utilizada.[cita requerida]En un comunicado de prensa, VIZ Media declaró que la «difícil situación económica» era el motivo de la cancelación de la revista.

### Series
Shojo Beat contenía capítulos de seis series de manga, licenciados y traducidos al inglés por VIZ Media. Durante su existencia, la revista publicó catorce series, siete de las cuales llegaron a su fin y fueron reemplazadas por otras. Solo cuatro de ellas permanecieron en la revista hasta que se publicaron todos sus capítulos. Cada título aparecido en la revista también se publicó como tankōbon —un tipo de formato japonés para recopilatorios de una única serie— bajo el sello «Shojo Beat». La empresa señaló que periódicamente retiraba de la revista series incompletas para «mantenerla fresca» y acelerar la publicación de los volúmenes individuales.
A continuación se muestra una lista con los títulos que fueron serializados en Shojo Beat. No se incluyen avances de capítulos. Los seis títulos que se estaban publicando en la revista cuando fue cancelada aparecen destacados.
| Título                                 | Creador(es)       | Género                             | Primer número      | Último número      | ¿Completada? |
| -------------------------------------- | ----------------- | ---------------------------------- | ------------------ | ------------------ | ------------ |
| Absolute Boyfriend                     | Yū Watase         | Ciencia ficción, comedia romántica | Julio de 2005      | Marzo de 2008      | Sí           |
| Baby and Me                            | Marimo Ragawa     | Recuentos de la vida               | Julio de 2005      | Septiembre de 2007 | Sí           |
| Backstage Prince                       | Kanoko Sakurakoji | Romance                            | Octubre de 2006    | Marzo de 2007      | Sí           |
| Crimson Hero                           | Mitsuba Takanashi | Deporte, romance                   | Julio de 2005      | Julio de 2009      | No           |
| Gaba Kawa                              | Rie Takada        | Mahō shōjo, romance                | Abril de 2008      | Agosto de 2008     | Sí           |
| God Child                              | Kaori Yuki        | Terror, misterio                   | Julio de 2005      | Junio de 2006      | Sí           |
| Harukanaru Toki no Naka de Hachiyō Shō | Tohko Mizuno      | Fantasía, romance                  | Octubre de 2007    | Julio de 2009      | No           |
| Honey and Clover                       | Chika Umino       | Comedia dramática                  | Septiembre de 2007 | Julio de 2009      | No           |
| Honey Hunt                             | Miki Aihara       | Romance, drama                     | Septiembre de 2008 | Julio de 2009      | No           |
| Kaze Hikaru                            | Taeko Watanabe    | Acción, histórico                  | Julio de 2005      | Septiembre de 2006 | No           |
| Nana                                   | Ai Yazawa         | Drama, amistad, romance            | Julio de 2005      | Agosto de 2007     | No           |
| Sand Chronicles                        | Hinako Ashihara   | Drama                              | Agosto de 2007     | Julio de 2009      | No           |
| Vampire Knight                         | Matsuri Hino      | Sobrenatural, romance              | Julio de 2006      | Julio de 2009      | No           |
| Yume Kira Dream Shoppe                 | Aqua Mizuto       | Fantasía                           | Abril de 2007      | Julio de 2007      | Sí           |

### Sellos
Con motivo del lanzamiento de Shojo Beat, VIZ Media creó nuevos sellos para sus manga y líneas de ficción. El sello de nombre homónimo incluyó las series que aparecían en la revista, así como otros manga shōjo licenciados por VIZ Media después de la creación de la revista. VIZ Media comenzó a publicar también unas cuantas novelas ligeras bajo el sello «Shojo Beat Fiction» las cuales estaban relacionadas con los manga de «Shojo Beat». En febrero de 2006, la editorial creó la línea «Shojo Beat Home Video» para publicar títulos de anime, principalmente para el público femenino. El primer título de dicho sello fue Full Moon o Sagashite, la adaptación al anime del manga homónimo que también había sido lanzado por la empresa. Para promover la línea de anime, VIZ Media incluyó un disco de avance del primer volumen de Full Moon o Sagashite en el ejemplar junio de 2006 de Shojo Beat. A pesar de que la revista fue cancelada, la compañía declaró en mayo de 2009 que seguiría publicando, además de las existentes, nuevas series bajo el sello de manga y anime «Shojo Beat».

## Tirada y audiencia
Cuando comenzó a publicarse, Shojo Beat tenía una tirada de 20 000 ejemplares. En 2006, había aumentado a 35 000 ejemplares, de los cuales el 41% se distribuía a través de suscripciones, y el resto se vendía en tiendas. En 2007, los ejemplares publicados aumentaron a 38 000, y las suscripciones crecieron al 51%. El público de la revista era abrumadoramente femenino, ya que comprendía el 91% de sus lectores. Dirigida a «mujeres jóvenes», la «principal audiencia» de Shojo Beat se encontraba entre chicas de 13 y 19 años, que constituían el 61% de sus lectores; el 47% de los lectores tenían entre 12 y 17 años; y 45% de 18 a 34.

## Recepción
Shojo Beat recibió en 2008 una nominación para un premio de la Society for the Promotion of Japanese Animation en 2008 en la categoría de mejor publicación, que finalmente obtuvo la revista NewType de Japón.
Jessica Chobot, de IGN, analizando el número de lanzamiento, hizo una crítica mordaz. En su opinión, Shojo Beat tenía el aspecto y se leía como «una revista teenybopper (una persona, fundamentalmente chica, en su preadolescencia, que sigue la moda en el vestir, los gustos musicales y demás aspectos)» y describió la portada como «un espectáculo brillante, de color rosa intenso, capaz de producirte una migraña y con letras burbujeantes». El contenido le pareció aburrido y discrepó de la selección de series de manga hecha por VIZ Media, señalando que «es como si VIZ hubiera tomado todas sus series rechazadas y tratado de colárselas al público femenino. El 90% de lo que estaba leyendo estaba mal dibujado o mal redactado —casi siempre, ambas cosas—». No obstante, David Welsh, de Comic World News, mostró una opinión opuesta, ya que consideró que tenía varias series buenas, y elogió Nana, Zettai Kareshi y Crimson Hero como las tres mejores series del número inicial. Greg McElhatton, cofundador de Wizard: The Guide to Comics y excrítico de iComics.com, elogió la apariencia mainstream de la revista y la calificó como una decisión «inteligente», ya que podría captar a su público objetivo mostrándoles de forma visual que se trataba de una revista para chicas adolescentes. Aunque creía que dos de los títulos de manga del primer número tenían un arranque «flojo», McElhatton concluyó que Shojo Beat tenía un «comienzo bueno, si no fabuloso».
Tras su cancelación, Heidi MacDonald, de Publishers Weekly, dijo que la respuesta habitual por parte de los aficionados era que «a todos les gustaba, pero nadie pagaba por ella». Mencionó también que muchos aficionados expresaron su pesar por la cancelación al tiempo que reconocían que no estaban suscritos a ella. Katherine Dacey, exeditora principal de manga de PopCultureShock, observó que la revista le había ofrecido «simplemente la mezcla correcta de nuevas historias, series continuadas y artículos» y la elogió por tener un «estilo funky a lo hágalo usted mismo». El equipo editorial de School Library Journal la definió como «única en su estilo» y consideró que su desaparición dejaría un vacío en sus seguidoras, un grupo generalmente poco reconocido de lectores de cómics y manga. Brigid Alverson, miembro del equipo de School Library Journal, opinó que se trataba de una gran publicación que tenía «artículos inteligentes que permitieron al lector entusiasmarse por la cultura pop japonesa sin ser geek» lo que la hacía distinta de otras revistas para chicas que solían estar «llenas de historias de celebridades sin cerebro o artículos de servicio vinculados a los productos comerciales». Otros participantes elogiaron los artículos de moda de la revista por sus contenidos educativos acerca de la cultura japonesa y por la aparición de chicas con proporciones variadas vistiendo atuendos a la moda de manera asequible. Otros dos miembros del equipo cuestionaron la decisión de VIZ Media de cancelar la publicación y se preguntaron si la compañía había esperado, de manera poco realista, que la revista tuviera las mismas cifras de tirada que Shonen Jump.